# 俄亥俄卫斯理大学
俄亥俄卫斯理大學（英語：Ohio Wesleyan University，又稱Ohio Wesleyan 或 OWU）是一間私立文理學院，位於美國俄亥俄州的德拉瓦。

## 历史
學院在1842年由循道宗長老設立，為俄亥俄五學院（Five Colleges of Ohio）成員之一。俄亥俄卫斯理大學佔地200英畝（81公頃），錄取各種學生，不分宗教、種族，並堅持大學應「永遠擁有完全的自由性」（is forever to be conducted on the most liberal principles）。

## 著名校友

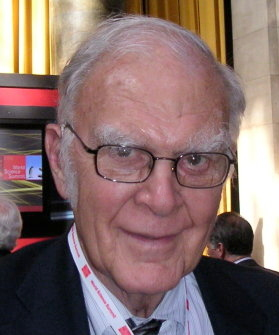
弗兰克·舍伍德·罗兰，1995年诺贝尔化学奖得主
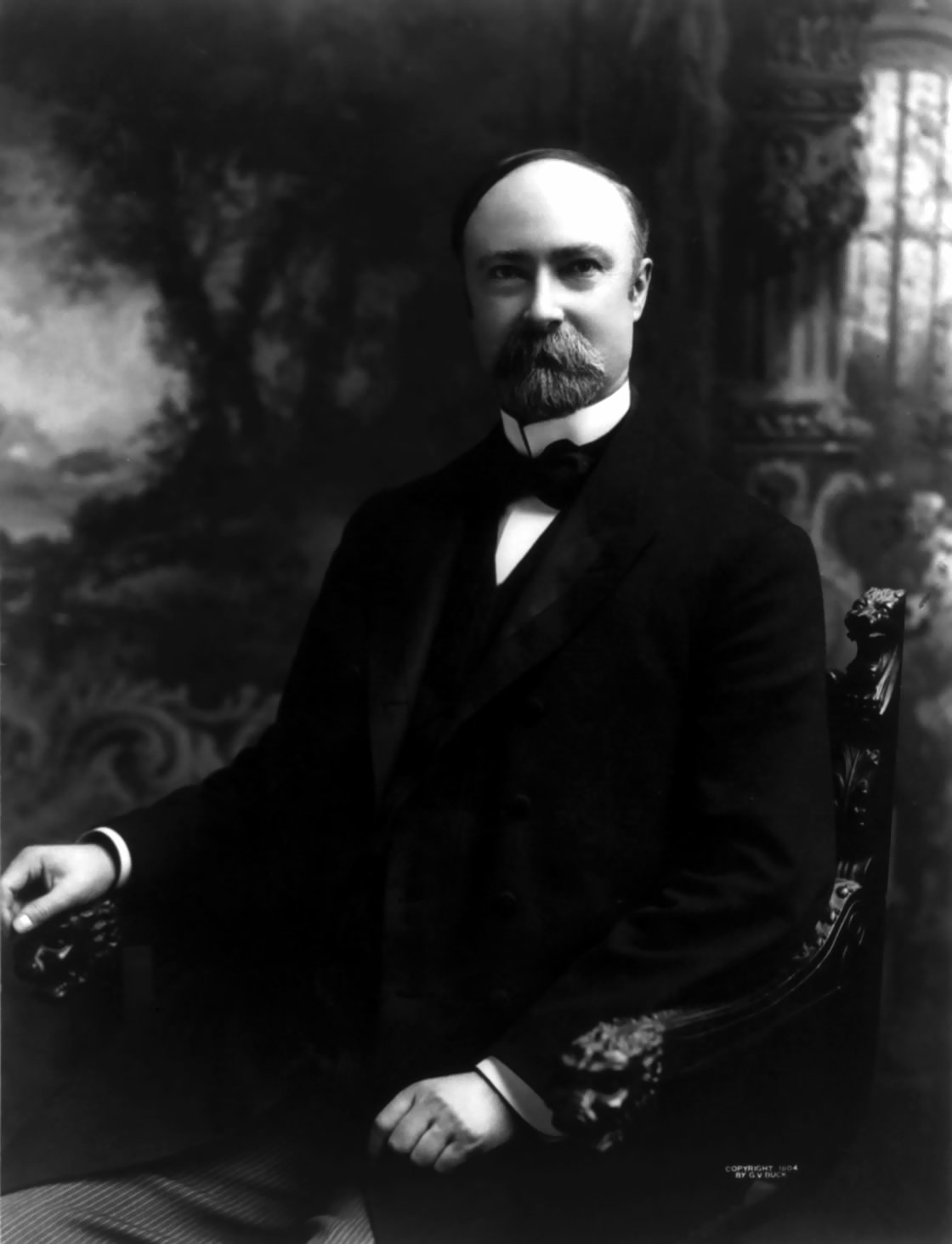
查尔斯·W·费尔班克斯，美国副总统